# Hannah Karminski
Hannah Karminski (eigentlich Minna Johanna Karminski, geb. 24. April 1897 in Berlin; gest. 4. Juni 1943 in Auschwitz-Birkenau) war eine deutsche Erzieherin, Protagonistin des Jüdischen Frauenbundes und Sozialarbeiterin bei der Reichsvereinigung der Juden in Deutschland. Sie half vielen Verfolgten bei der Auswanderung und fiel dem Holocaust zum Opfer.

## Leben und Wirken

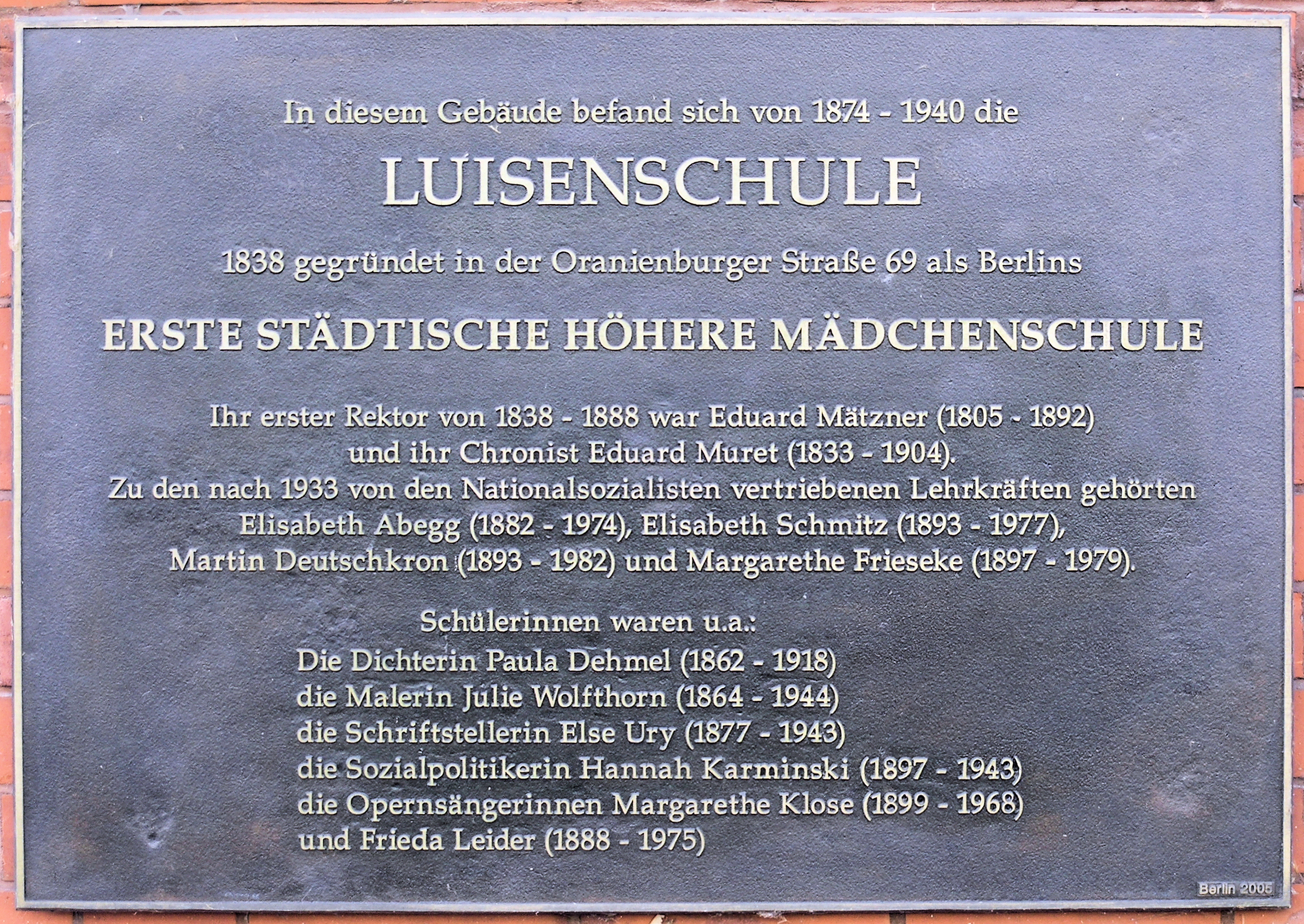
Gedenktafel am Haus Ziegelstraße 12, in Berlin-Mitte

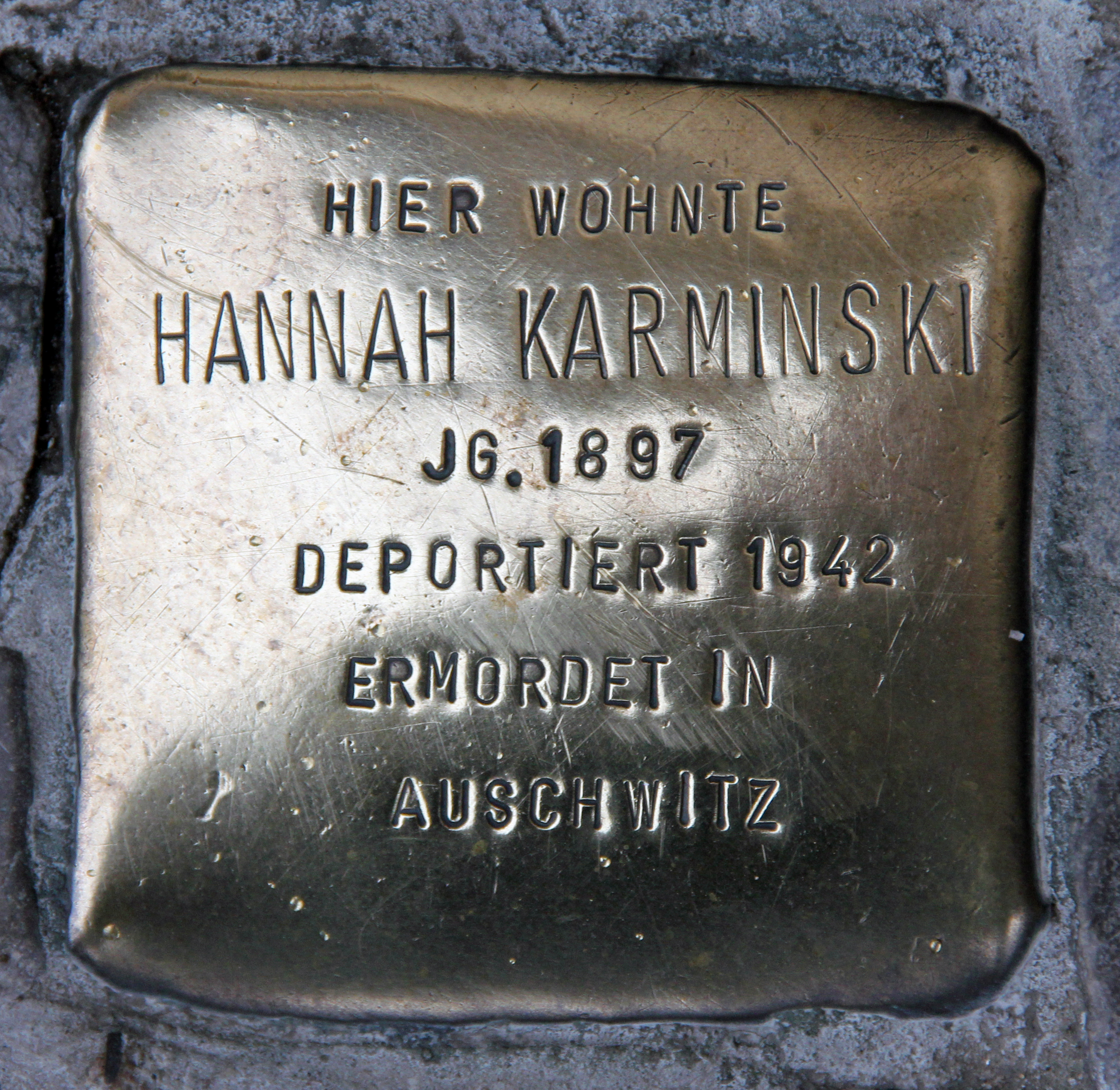
Stolperstein, Oranienburger Straße 22, in Berlin-Mitte

Hannah Karminski, Tochter des Bankiers Adolf Abraham Karminski und seiner Frau Selma geb. Cohn wurde in der Wohnung ihrer Eltern in der Oranienburger Straße 22 in der Spandauer Vorstadt geboren. Nach dem Besuch der Luisenschule durchlief Hannah eine Ausbildung zur Kindergärtnerin im renommierten Pestalozzi-Fröbel-Haus. Danach arbeitete sie für kurze Zeit in einem jüdischen Kindergarten in Berlin und besuchte anschließend in Hamburg das von Gertrud Bäumer und Marie Baum geleitete Sozialpädagogische Institut, wo sie sich zur Sozialarbeiterin weiterbildete. Ihre erste Stelle trat sie in Frankfurt am Main als Leiterin des dortigen Jüdischen Mädchenclubs an. Hier kam sie in Kontakt mit der um fast 40 Jahre älteren Bertha Pappenheim, von der sie für den Jüdischen Frauenbund gewonnen wurde.

„Sie waren fast wie Mutter und Tochter. Häufig waren sie unterschiedlicher Meinung, insbesondere wenn es um die Frage ging, ob professionelle oder ehrenamtliche Sozialarbeiterinnen vorzuziehen seien. Hannah Karminski, die diese Tätigkeit als ihren Beruf ausübte, opponierte gegen Bertha Pappenheims Vorliebe für ehrenamtliche Mitarbeiterinnen. Nach Aussage ihrer Mitarbeiterinnen verstand es aber die jüngere Frau hervorragend, im Frauenbund aufbrechende Fronten miteinander zu versöhnen. Immer gelang es ihr, die aufgeregten Gefühle von Bertha Pappenheim zu besänftigen, wenn es nicht nach deren Willen gegangen war“

Um 1925 kehrte Hannah Karminski nach Berlin zurück und übernahm bis 1938 die Redaktion der Blätter des Jüdischen Frauenbundes für Frauenarbeit und Frauenbewegung. Ein wichtiges Anliegen Hannah Karminskis war, die Ausbildung und Berufstätigkeit von heranwachsenden jüdischen Frauen gegen das hergebrachte Familienbild durchzusetzen und weiterzuentwickeln, mit dem Ziel ihrer gesellschaftlichen Gleichstellung. Als im April 1933 jüdische Mädchen und Frauen nicht mehr an den bestehenden Kindergärtnerinnen- und Hortnerinnenseminaren aufgenommen werden durften, unterstützte Hannah Karminski die Errichtung eines Jüdischen Seminars zur Ausbildung von Kindergärtnerinnen, Hortnerinnen und Kinderpflegerinnen.
Am 10. November 1938 wurde Hannah Karminski verhaftet, jedoch nach wenigen Stunden wieder freigelassen. Die Blätter des Jüdischen Frauenbundes waren ab diesem Tag verboten. Ab 1939, nach der zwangsweisen Auflösung des Jüdischen Frauenbundes, leitete Hannah Karminski die Abteilung Wohlfahrt bzw. später Fürsorge und Auswandererberatung innerhalb der von den NS-Behörden zwangsfusionierten Reichsvereinigung der Juden in Deutschland. Dieses Amt übte sie bis zu ihrer Deportation aus. In dieser verantwortlichen Stellung verhalf sie Tausenden von Menschen zur Auswanderung und rettete sie damit vor der bevorstehenden Vernichtung. Sie begleitete persönlich Kindertransporte nach England, durch welche insgesamt etwa 10.000 jüdische Kinder aus Deutschland, Österreich und der Tschechoslowakei gerettet werden konnten.
Zusätzlich zu ihrer Arbeit für die Reichsvereinigung unterrichtete Hannah Karminski in dem von ihr mitbegründeten Jüdischen Seminar für Kindergärtnerinnen und Hortnerinnen, wo sie auch gelegentlich Prüfungen abzunehmen hatte.
Bis zum Tod Bertha Pappenheims (1936) pflegte Hannah Karminski die Kollegin und Freundin und übernahm später ihre Funktionen im Frauenbund. In den Folgejahren tat sie sich mit der Montessori-Pädagogin, Leiterin der Theodor-Herzl-Schule und Schuldezernentin bei der Reichsvereinigung, Paula Fürst zusammen. Diese wurde am 26. Juni 1942 zusammen mit einer weiteren Freundin, der Wirtschaftswissenschaftlerin Cora Berliner, nach Minsk deportiert. Der Verlust ihrer Lebensgefährtin Paula traf Hannah Karminski unfassbar schwer.
„Heute ist Paulas Geburtstag. Wie mag sie ihn verbringen? Nicht einmal seine Gedanken kann man an einen festen Punkt senden – und doch wird sie sie fühlen“, schrieb sie in einem Brief im August 1942.
Angehörige in der Schweiz redeten ihr zu, Hitler-Deutschland zu verlassen, doch alle Gelegenheiten, selbst zu emigrieren oder illegal zu entkommen, lehnte Hannah Karminski aus tiefer Verbundenheit mit ihren humanitären Aufgaben ab.
Am 9. Dezember 1942 wurde Hannah Karminski – krank, mit hohem Fieber – verhaftet und mit dem 24. Osttransport mit über 1000 Menschen von Berlin nach Auschwitz-Birkenau deportiert. Dort wurde sie am 4. Juni 1943 ermordet.

## Zitat
„Befriedigung kann diese Arbeit nicht mehr geben: Sie hat mit dem, was wir unter Fürsorgearbeit verstanden haben, kaum noch etwas zu tun, und da, wo es sich um Menschen und nicht um Grundstücke oder Gelder handelt, ist Liquidation besonders schwierig, Aber, da man mit Menschen zu tun hat, gibt es hin und wieder Augenblicke, in denen das Noch-Hier-Sein sinnvoll scheint – und das muss als ‚Befriedigung‘ genügen.“

## Ehrungen
Die Stadt Berlin hat die Hannah-Karminski-Straße im Ortsteil Charlottenburg nach ihrer ehemaligen Bürgerin benannt.

## Schriften (Auswahl)
- Internationale jüdische Frauenarbeit. In: Der Morgen. Monatsschrift der Juden in Deutschland, 5 (1929) Nr. 3, S. 280–287. (Online, Jahrgang wählen)
- Berufsfragen für Mädchen [Rezension]. In: Der Morgen. Monatsschrift der Juden in Deutschland, 11 (1935) Nr. 5, S. 237. (ebenfalls online)
- Soziale Gesetzgebung. In: Vom jüdischen Geist: eine Aufsatzreihe. Hrsg. Jüdischer Frauenbund. Biko, Berlin 1934
- Jüdisch-religiöse Frauenkultur, in typischen Formen und Äußerungen, in Emmy Wolff Hg.: Frauengenerationen in Bildern. Herbig, Berlin 1928, S. 163–172.